# Diga di Ilısu
La diga d'Ilısu è una diga in calcestruzzo con riempimento di roccia sul Tigri, vicino al villaggio di Ilısu e lungo il confine delle province di Mardin e Şırnak, in Turchia.

## Descrizione
La diga di Ilısu è una delle 22 dighe del Progetto Anatolia sud-orientale e il suo scopo è la produzione di energia idroelettrica, il controllo delle inondazioni e lo stoccaggio dell'acqua. Una volta in funzione, la diga sosterrà una centrale da 1.200 MW e formerà un bacino di 10,4 miliardi di m3. La costruzione della diga è iniziata nel 2006 e il suo completamento era inizialmente previsto per il 2016. Nell'ambito del progetto è prevista la costruzione a valle della diga di Cizre, molto più piccola, per l'irrigazione e l'energia elettrica. La diga ha suscitato polemiche a livello internazionale perché inonderà porzioni dell'antica Hasankeyf e renderà necessario il trasferimento delle persone che vivono nella regione. Per questo motivo, la diga ha perso i finanziamenti internazionali nel 2008.
La maggior parte delle strutture storiche di Hasankeyf sono state trasferite nella nuova Hasankeyf prima del riempimento della diga. La diga ha iniziato a riempire il suo bacino alla fine di luglio 2019. Grazie alle precipitazioni, la diga ha raggiunto livelli d'acqua fino a 100 metri sopra il letto del fiume e ha immagazzinato 5 miliardi di metri cubi d'acqua. Il 1º aprile 2020 il livello dell'acqua ha raggiunto un'altezza di 498,2 m.
DSI ha iniziato a testare 2 turbine per la produzione di energia dopo aver completato il collaudo dello sfioratore. Il serbatoio della diga ha raggiunto un volume d'acqua di 7,6 miliardi di metri cubi. Il livello di cresta dell'invaso era di 513 m il 19 aprile 2020. Per raggiungere il livello massimo di stoccaggio occorrono 12 metri di altezza.
Il primo dei sei generatori è stato messo in funzione il 19 maggio 2020, mentre la centrale elettrica dovrebbe raggiungere la piena capacità entro la fine del 2020. Tre idroturbine sono state messe in funzione dal 19 giugno 2020 e le altre tre sono in fase di collaudo. Finora la diga ha contribuito all'economia con 51 milioni di dollari di energia.

## Fonti
- (EN) Sito dell'agenzia turca delle opere idrauliche, su www2.dsi.gov.tr. URL consultato l'8 agosto 2011 (archiviato dall'url originale il 20 agosto 2008).